# Ornodolomedes
Genre
Ornodolomedes est un genre d'araignées aranéomorphes de la famille des Dolomedidae.

## Distribution
Les espèces de ce genre sont endémiques d'Australie. Elles se rencontrent au Queensland, en Australie-Occidentale, au Victoria et en Australie-Méridionale.

## Liste des espèces
Selon World Spider Catalog (version 25.5, 08/02/2025) :
- Ornodolomedes benrevelli Raven & Hebron, 2018
- Ornodolomedes gorenpul Raven & Hebron, 2018
- Ornodolomedes marshi Raven & Hebron, 2018
- Ornodolomedes mickfanningi Raven & Hebron, 2018
- Ornodolomedes nebulosus Raven & Hebron, 2018
- Ornodolomedes nicholsoni Raven & Hebron, 2018
- Ornodolomedes southcotti Raven & Hebron, 2018
- Ornodolomedes staricki Raven & Hebron, 2018
- Ornodolomedes xypee Raven & Hebron, 2018
- Ornodolomedes yalangi Raven & Hebron, 2018

## Systématique et taxinomie
Ce genre a été décrit par Raven en 2018 dans les Pisauridae. Il est placé dans les Dolomedidae par Morris, Hazzi et Hormiga en 2025.

## Publication originale
- Raven & Hebron, 2018 : « A review of the water spider family Pisauridae in Australia and New Caledonia with descriptions of four new genera and 23 new species. » Memoirs of the Queensland Museum, Nature, vol. 60, p. 233-381 (texte intégral).